# Kraftwerk Lasele
Das Kraftwerk Lasele (schwedisch Lasele kraftverk) ist ein Wasserkraftwerk in der Gemeinde Sollefteå, Provinz Västernorrlands län, Schweden, das am Ångermanälven liegt. Es ging 1956 in Betrieb. Das Kraftwerk ist im Besitz von Vattenfall und wird auch von Vattenfall betrieben.

## Absperrbauwerk
Das Absperrbauwerk besteht aus einer Gewichtsstaumauer aus Beton und einem Staudamm. Die Wehranlage mit den drei Wehrfeldern und das Maschinenhaus befinden sich auf der rechten Seite und machen etwa ein Drittel des Absperrbauwerks aus, während die restlichen zwei Drittel aus dem Staudamm bestehen. Die Höhe des Bauwerks beträgt 25 m.
Der zugehörige Stausee erstreckt sich über eine Fläche von 2 km² und fasst 4,1 Mio. m³ Wasser.

## Kraftwerk
Mit dem Bau des Kraftwerks wurde 1952 begonnen. Es ging 1956 in Betrieb; Das Kraftwerk verfügt mit zwei Kaplan-Turbinen über eine installierte Leistung von 105 (bzw. 149 oder 165) MW. Die durchschnittliche Jahreserzeugung liegt bei 610 (bzw. 665 oder 998) Mio. kWh.
Die Turbinen wurde von Kværner geliefert. Sie leisten jeweils 64,1 MW; ihre Nenndrehzahl liegt bei 150 Umdrehungen pro Minute. Die Fallhöhe beträgt 52 (bzw. 54) m. Der maximale Durchfluss liegt bei 330 m³/s.